# 7677 Sawa
7677 Sawa è un asteroide della fascia principale. Scoperto nel 1995, presenta un'orbita caratterizzata da un semiasse maggiore pari a 2,4333023 UA e da un'eccentricità di 0,1042156, inclinata di 2,40027° rispetto all'eclittica.